# Clarence Jenkins
Clarence "C.J." Jenkins (ur. 1959  – zm. 13 września 2009 w Millville w stanie Pensylwania) – amerykański basista. Były członek thrashmetalowej grupy Faith or Fear.
Muzyk zmarł 13 września 2009 po przewiezieniu do szpitala w wyniku zawału serca, którego doznał podczas koncertu na Arts, Music and Antiques Festival. Miał 50 lat.

## Dyskografia
- Faith or Fear - Punishment Area (1989, Combat Records)
- Faith or Fear - Instruments of Death (2009, Lost and Found Records)